# هولي فيلدز
هولي فيلدز (بالإنجليزية: Holly Fields)‏ هي ممثلة أمريكية، ولدت في 11 أكتوبر 1976 في ساكرامنتو في الولايات المتحدة.

## وصلات خارجية
- هولي فيلدز على موقع IMDb (الإنجليزية)
- هولي فيلدز على موقع قاعدة بيانات الفيلم (الإنجليزية)